# Infuze

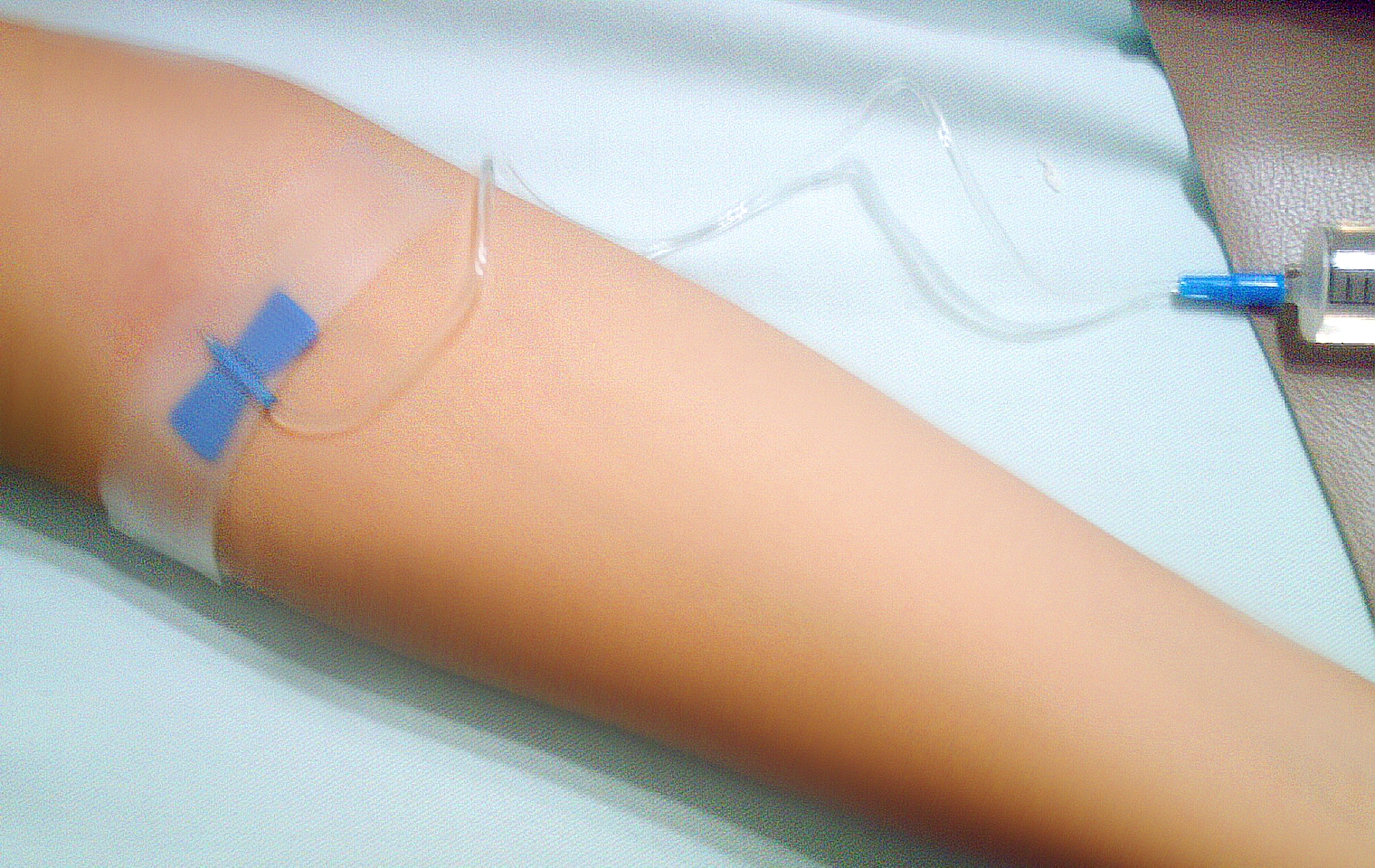
Aplikace infuzního roztoku

Infuze je nitrožilní podání většího množství tekutiny. Obvykle je to 500 a více mililitrů, které jsou podány během delší doby (zpravidla hodin nebo dnů). Výjimečně lze aplikovat infuze i podkožně (příkladem jsou inzulínové pumpy).
Infuzí se podávají iontové, molekulární nebo koloidní roztoky nebo jemně dispergované emulze na bázi olej-voda.

## Infuze podle použití
- pro parenterální výživu (cukry, aminokyseliny, tukové emulze), => existují i vaky AIO (all in one), se všemi potřebnými složky parenterální výživy
- pro poruchu složení a množství tělních tekutin,
- průjmy a zvracení
- jako náhrada krevní plazmy.

## Vlastnosti
Infuzní přípravek musí být:
- sterilní (nesmí obsahovat živé nebo mrtvé mikroorganismy),
- apyrogenní (nesmí obsahovat metabolity mikroorganismů),
- izotonický (musí mít stejný osmotický tlak jako krev),
- izoacidní (musí mít stejné pH jako krev),
- izoviskozní (v případě krevních náhrad je nutno dbát, aby přípravek měl stejnou viskozitu jako krev).

Výroba infuzí probíhá za podobných podmínek jako výroba injekcí. Na infuze jsou ale kladena přísnější kritéria, protože vpravujeme do organismu mnohem více kapaliny.
Rozpouštědlem pro infuze je injekční voda. Pro výrobu tukových emulzí se používají emulgátory (sojové fosfolipidy). Osmotický tlak se upravuje chloridem sodným.
Jako obaly se používají skleněné nebo plastové láhve.